# 那夜凌晨，我坐上了旺角開往大埔的紅VAN (電影)
《那夜凌晨，我坐上了旺角開往大埔的紅VAN》（英語：The Midnight After）是一部由陳果執導，黃偉亮任動作指導，集喜劇、動作、驚悚、溫情等元素的科幻電影，改编自香港高登討論區上連載，由所著的同名小說。電影於2013年7月煞科，於2014年4月10日上映，由黃又南、文詠珊、任達華、徐天佑、惠英紅和林雪等演出。
影片於2014年2月入圍第64屆德國柏林國際電影節「電影大觀」（Panorama）單元，是陳果繼《三更2之餃子》後第二部躋身柏林電影節的作品，於2014年2月7日在電影節上作全球首映。
電影亦成為第38屆香港國際電影節的開幕電影，並設有兩場香港首映場次。

## 劇情
游梓池（阿池）於某天晚上和朋友「唱K」過後，於凌晨時份乘坐由九龍旺角前往新界大埔的紅色公共小巴（俗稱「紅van」）回家，該小巴經過獅子山隧道後的所有汽車及人均消失，只剩下小巴本身及車廂內的17人（16名乘客和1名司機），彷彿進入了另外一個時空。故事發展出一連串的神秘事件，乘客開始一個繼一個地無故死亡，而隨著頭戴防毒面具的神秘人出現令故事謎團重重；阿池需要解開一切謎團，以期望可以重回原來的世界。

## 角色
根據小說原著中所描述，小巴（紅van）上共有16位乘客及1名司機；在電影版中在角色上則有所改變，例如為角色加添名字等。
| 演員        | 國語配音 | 角色 |
| 黃又南      | 蔣鐵城   | 游梓池（阿池）：男主角，26歲，與小說中第一身男主角同名。                                                                             |
| 文詠珊      | 鄭可欣   | Yuki：與小說中女主角同名。 |
| 任達華      | 田志傑   | 發叔：對應小說中的「中年男子」。 |
| 惠英紅      | 蔣篤慧   | 穆秀英（神婆英/英姐），原創角色。 |
| 林 雪       | 邱展文   | 紅van 司機：對應小說中的「小巴司機」。                                                                                               |
| 徐天佑      | 莊汶錡   | 阿信/眼鏡青年（結合了小說中的「阿信」和「眼鏡青年」）。                                                                              |
| 李璨琛      | 蘇振威   | 盲輝：對應小說中的「白粉男」。 |
| 卓韻芝      | 巫玉羚   | Pat：對應小說中的「睇波女」，「睇波男」之妻。                                                                                        |
| 李尚正      | 陳余寬   | Bobby：對應小說中的「睇波男」，「睇波女」之夫。在追逐完面具人時觸碰到LV女的屍體，隨後死亡。                                          |
| Jan Curious | 蔣鐵城   | 歐陽偉：對應小說中的「油頭毒撚」。唱完大衛鮑伊的Space Oddity後進廚房，不明原因引起全身燃火死亡。                                     |
| 麥智鈞      | 蕭秀玲   | Lavina：對應小說中的「LV女」。拜金女，因為欠債而戴假牙偽裝。被白膠漿與飛機昱追逐摔倒後死亡。                                         |
| 陳健朗      | 蘇振威   | 白膠漿：對應小說中的「潮童一」。 |
| 顏卓靈      | 蕭秀玲   | 周怡：主角游梓池的女朋友，沒有在小巴之上。                                                                                           |
| 袁浩楊      | 陳余寬   | 飛機昱：對應小說中的「潮童二」。害死LV女後姦屍，白膠漿因良心譴責而出賣他，被眾人公審後殺害，但沒死，打算復仇卻被阿信偷襲，下落不明。 |
| 周沛燐      |          | 阿青：中大四子之一。四人回宿舍後依序死亡。                                                                                           |
| 張 馳       |          | Peter：中大四子之一。 |
| 阮瀚祥      |          | 死狗：中大四子之一 。 |
| 施瑋延      |          | 子雄：中大四子之一。 |
| 周國賢      |          | 防毒面具人 |
| 姚月明      |          | Yuki男友 |

## 製作

### 發展
電影劇本原為於2012年在網路（包括香港高登討論區、Facebook專頁）連載的同名網絡小說《那夜凌晨，我坐上了旺角開往大埔的紅van》，由  所著。隨著小說的連載半年，網上點擊率逾百萬次，累積數萬的粉絲，之後被印刷商選中出版成書，推出上下兩集超過二十萬字的印刷版。
高先電影老闆曾麗芬在陳輝虹介紹下決定開拍《紅 Van》，並打算邀請香港導演陳果執導。2012年12月有報導指香港導演陳果有意開拍該小說的電影版本 ，令《紅VAN》成為繼由胡耀輝執導的《一路向西》後，第二部原於高登討論區連載，並改編成電影的香港網絡小說（原著名為《東莞的森林》，高登會員「向西村上春樹」著）。陳果其後受訪時還表示曾為本片把自己的片酬降低。

### 演員
陳果原打算讓梁洛施出演女主角Yuki，後換成由文詠珊出演；另電影製作方接受了高登討論區會員的建議，邀請由曾於《香港有個荷里活》演出的黃又南擔任本片的男主角「阿池」和林雪出演片中的「紅VAN司機」，令電影同時包含香港多位影帝級（任達華、惠英紅及林雪）和新生代演員（黃又南、徐天佑及文詠珊等）。

### 拍攝

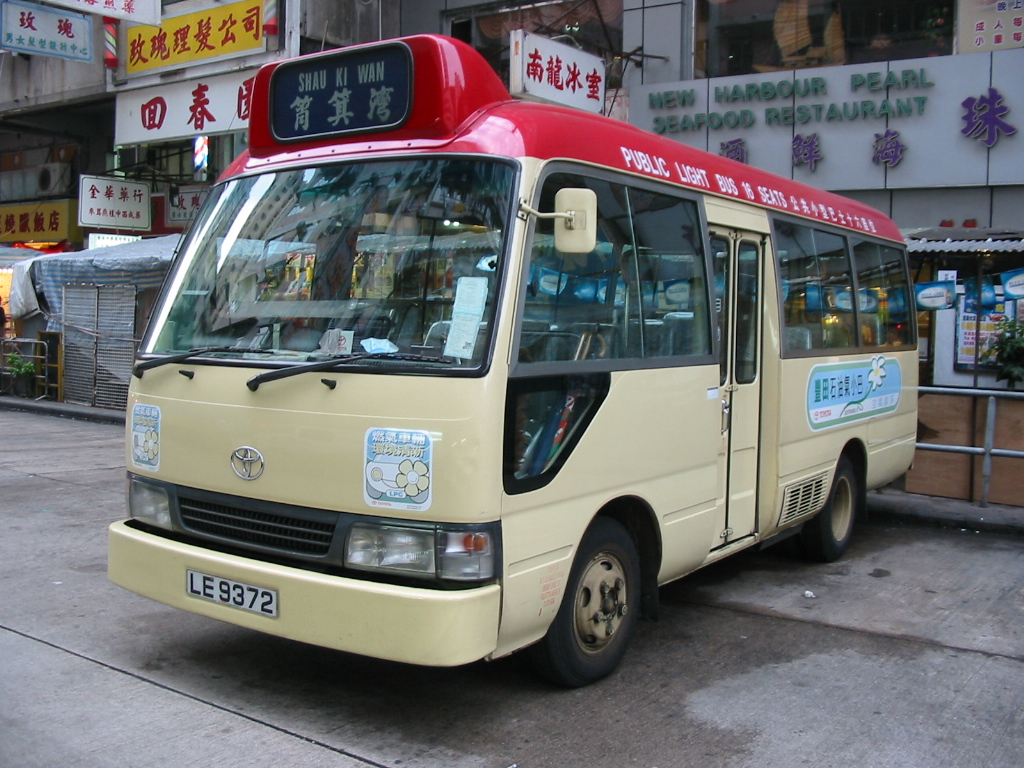
圖片為電影所描述的「紅van」

《紅VAN》電影中的紅色小巴是用真正的車拍攝的，並沒有特意做一個像小巴的場景拍攝。陳果受訪時表示拍攝小巴戲份時，要全程要拖着來拍，而且因為車本身的空間有限，容納十七位演員之外，又要有一班工作人員收音、打燈；另外在本片中扮演小巴司機的林雪在真正生活中是不會駕駛的，因此認為本片最困難的拍攝地方是拍攝紅色小巴的戲份。

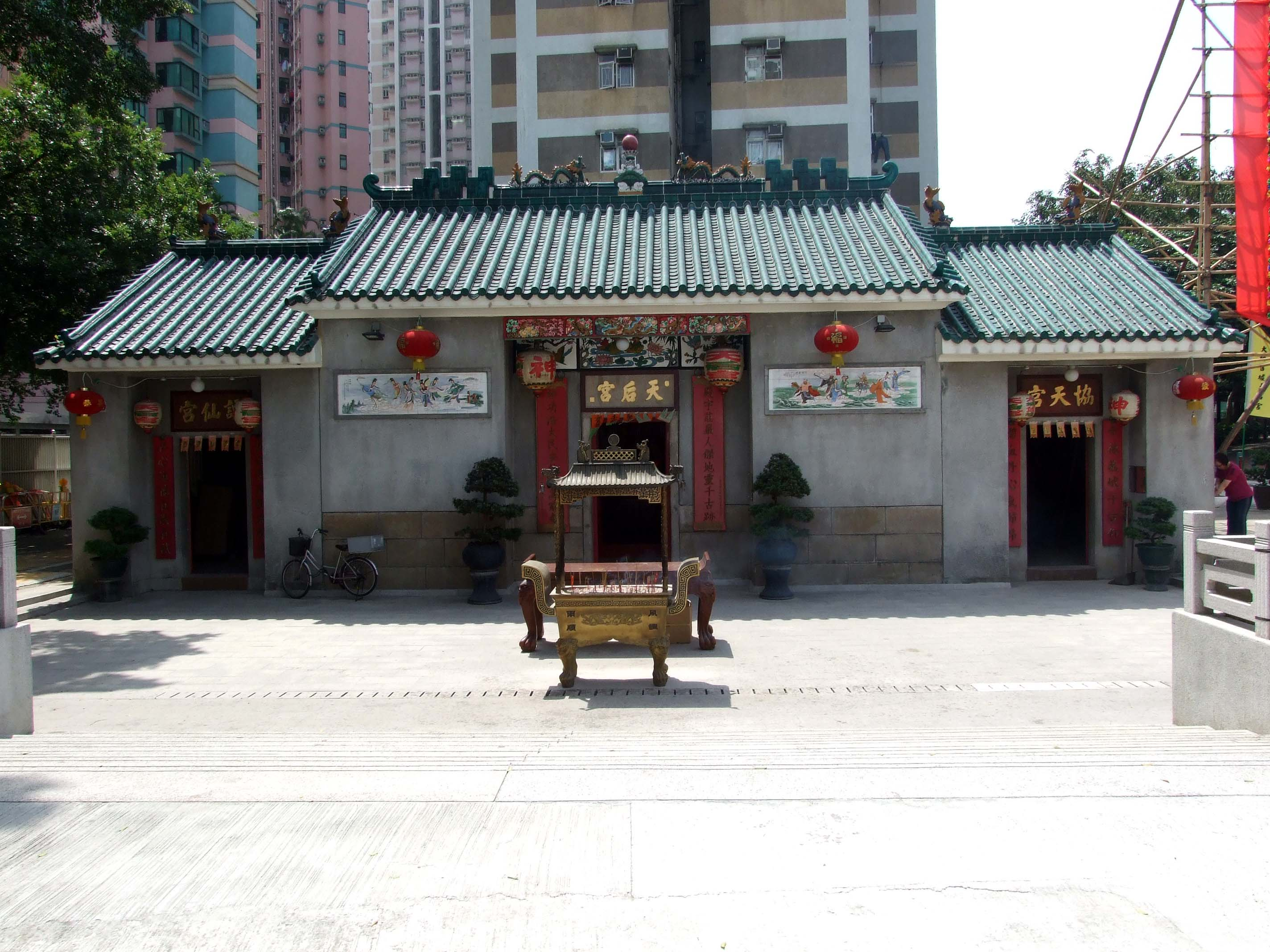
電影其中一個拍攝地「大埔舊墟天后宮」

《紅VAN》電影版亦跟足原著小說於實地拍攝，主要是在紅van和大埔一間名叫「華輝小廚餐廳」內拍攝。外景大多圍繞大埔，如廣福道、大埔工業邨、香港鐵路博物館、大埔舊墟天后宮、中文大學四條柱等場景。此外，由於本片的拍攝背景是「凌晨」，因此電影中大部分的場景都是於晚上八時至第2天的早上六時取景。戲中中了輻射的中大四子會在吐露港截擊車中的其他人，但因為現實上的吐露港是高速公路，在高速公路上跑是十分危險的，所以導演把大部分的鏡頭都轉到車比較少的香港迪士尼樂園旁進行拍攝。

## 上映
《紅VAN》電影原預定於2014年7月上映，後因為預告片的點擊觀看者多，在當時有80萬人觀看了預告片因此而決定提早上映，並預定於2014年2、3月上映。在香港上映前，《紅VAN》入選第64屆德國柏林國際電影節之「電影大觀」（Panorama）單元，並會在2014年2月電影節中作全球首映，因此電影於香港的上映日期亦因此而需延後至4月首映。
在電影於柏林電影節上映前，電影節大會於官方網站上發放了長一分鐘之電影剪輯片段。片段中所見，部份情節與小說所描述有少許出入，估計電影會對劇本作出改動。2014年2月5日，官方首次發放電影預告片，當中亦顯示電影版會有一定程度的改動。
原版電影《紅VAN》因為片中有大量的地道粗口及有姦屍情節，被香港影視處評為三級，為了照顧未成年的高登討論區會員和年輕觀眾觀看本片，陳果因此推出了一個修改版本IIB版，把電影中的粗口剪輯至最少，亦會換走片中強姦戲份（電影中的強姦戲份會加上馬賽克），修改版本IIB版於原版三級上映後次一周上映以供給未滿18歲人士觀看。但是根據網站《講。鏟。片》上傳了2張有關本片的電影檢查條例核准證明書（俗稱「電檢紙」）的圖片顯示，經過修改的IIB版版本是120.42分鐘，比原版（片長為120.00分鐘）的片長還多。

### 評價
影評人「行光」寫道：「陳果雖然用了港產片把所有電影都變成喜劇╱鬧劇的慣技，但尚算是合理的進路。雖然，男女主角周圍的角色整天讓人覺得裝模作樣，但相比起導演過去的作品，這些神婆、收數佬、潮童還是比較實在而內斂的。反而男主角「阿池」的角色多少有矛盾，電影從不解釋為何他不把自己所見告訴其餘的乘客，單單是不想製造驚恐還是有其他原因？編導沒有留下多少暗示。《紅Van》這部電影最有趣的地方，還是看香港導演會如何處理一個充滿潛在哲理話題的科幻故事。現時看到的是，陳果在捉到某些可以深挖的點的同時，也把這個故事講的更令人不安，這點與荷里活科幻電影經常把冷酷的原著改得較讓觀眾舒服剛剛相反。」

### 票房
《紅VAN》在香港首週上映四天票房達到882萬，為該週票房亞軍。至2014年5月4日累積票房為約2109萬。

## 獎項及提名
| 獎項                               | 類別             | 名字                           | 結果 |
| ---------------------------------- | ---------------- | ------------------------------ | ---- |
| 第34屆香港電影金像獎               | 最佳電影         |                                | 提名 |
| 第34屆香港電影金像獎               | 最佳導演         | 陳果                           | 提名 |
| 第34屆香港電影金像獎               | 最佳編劇         | 陳輝虹、江皓昕、陳果           | 提名 |
| 第34屆香港電影金像獎               | 最佳男配角       | 林雪                           | 提名 |
| 第34屆香港電影金像獎               | 最佳女配角       | 惠英紅                         | 提名 |
| 第34屆香港電影金像獎               | 最佳攝影         | 林華全                         | 提名 |
| 第34屆香港電影金像獎               | 最佳視覺效果     | 唐家偉、羅偉豪、梁展鋒         | 提名 |
| 第34屆香港電影金像獎               | 最佳原創電影音樂 | 盧凱彤、李端嫻                 | 獲獎 |
| 香港電影評論學會大獎（第21屆）     | 最佳電影         |                                | 獲獎 |
| 香港電影評論學會大獎（第21屆）     | 最佳導演         | 陳果                           | 獲獎 |
| 香港電影評論學會大獎（第21屆）     | 最佳男演員       | 林雪                           | 提名 |
| 第51屆金馬獎                       | 最佳改編劇本     | 陳輝虹、江皓昕、陳果           | 提名 |
| 第51屆金馬獎                       | 最佳視覺效果     | 唐家偉、羅偉豪、梁展鋒         | 獲獎 |
| 第9屆亞洲電影大獎                  | 最佳視覺效果     | 唐家偉、羅偉豪、謝兆基、梁展鋒 | 提名 |
| 2014年度YAHOO!搜尋人氣大獎得獎名單 | 本地電影         |                                | 獲獎 |
| 第十八屆富川國際幻想電影節         | 評審團大獎       |                                | 獲獎 |

## 政治隱喻
本片電影中隱含了許多的政治隱喻以及諷刺時事，「紅van」行駛象徵共產主義的行進，穿過獅子山隧道則暗指香港回歸後港人的轉變、新聞自由受威脅、一國兩制名存實亡、港人被同化以及特首普選爭論等問題，如同主角們乘坐紅Van穿越獅子山隧道後，一切都變得陌生，已不再是昔日的香港。

## 續集
本片電影結尾是大隊出發到神秘的大帽山，未有結局，導演陳果表示要看本片的票房反應，才再決定是否為本片拍攝續集。其後導演陳果表示票房過2,500萬可以開始考慮拍續集。

## 外部連結
- 《那夜凌晨，我坐上了旺角開往大埔的紅VAN》的Facebook專頁（繁體中文）
- 互联网电影数据库（IMDb）上《那夜凌晨，我坐上了旺角開往大埔的紅VAN》的资料（英文）
- 香港影庫上《那夜凌晨，我坐上了旺角開往大埔的紅VAN》的資料（繁體中文）
- 时光网上《那夜凌晨，我坐上了旺角開往大埔的紅VAN》的資料（简体中文）
- 豆瓣电影上《那夜凌晨，我坐上了旺角開往大埔的紅VAN》的資料 （简体中文）